# Kasteel van Le Rivau
Het Kasteel van Le Rivau (Frans: Château du Rivau) is een kasteel in Lémeré in de Franse regio Centre-Val de Loire.

## Geschiedenis
Dit kasteel van Touraine werd eerst versterkt in de 15e eeuw en dan bewoonbaar gemaakt in de Renaissance. Het is nu een fort.
Rabelais schenkt in Gargantua en Pantagruel het Kasteel van Rivau aan veldheer Tolmère, in ruil voor zijn overwinningen tijdens de Picrocholine oorlogen.
In 1429, aan het einde van de Honderdjarige Oorlog, kwam Jeanne d’Arc haar paarden halen in Le Rivau. Le Rivau was immers een plaats die bekend was voor de goede kwaliteit van de paarden. François de Beavau was burchtheer van Le Rivau en veldheer van Frans I van Frankrijk. In 1510 bouwde hij monumentale paardenstallen die bestemd waren voor de hengsten van de koning.
Op 11 juli 2010 verwoestte een brand het dakwerk van het pas gerenoveerde deel van het kasteel, dat kort nadien ingewijd zou worden.

## De Koninklijke paardenstallen
De paardenstallen van Le Rivau, die opgesteld zijn in een L-vorm, boden op het gelijkvloers onderdak aan een dertigtal paarden, waarschijnlijk merries aan de ene kant en hengsten aan de andere. De bovenverdieping is verbonden met de gelijkvloerse verdieping door een trap die gebouwd is in de muur. Deze diende als opslagplaats en het was eveneens de kamer van de stalknechten. De glasramen op de gelijkvloerse verdieping aan de noorderkant lieten geen tocht binnen, maar zorgden voor de verluchting van de stallen. De grote vensteropeningen met uitzicht op het hof, zijn naar binnen gericht. Zo wordt het licht meer verspreid over de hele ruimte. De paarden werden tegenover elkaar opgesteld in een lange rij tegen de muur. Ze werden aan elkaar vastgemaakt met beugels zonder scheiding van de boxen. De kalkstenen voederbakken stonden tegen de muur. De tongewelven zijn gehakt uit kalksteen. Ze zijn gestructureerd volgens drie longitudinale banden waarvan het centrum gemaakt is uit leren patronen. Sommige stallen dragen het koninklijk embleem, andere zijn nog niet afgewerkt. De lagere delen die bestaan uit een massief stuk kalksteen, ondersteunen de bovenste delen. Die bestaan uit kleine stukjes om de vorming van het tongewelf te vergemakkelijken en de druk erop te verlichten. Deze verschillende behandeling versterkt het effect van de verwijding aan de onderkant van het gewelf.

## Sprookjestuinen
Sinds 1992 zijn de nieuwe eigenaren van het kasteel aan een renovatiecampagne begonnen. Dit doen ze om te voorkomen dat het kasteel, de schuren en de stallen zou vervallen en om het kasteel zijn vroegere glans terug te bezorgen. Le Rivau is een beschermd historisch monument. Vandaag de dag trekt het bezoekers door zijn geschiedenis, maar vooral ook voor de sprookjesachtige tuinen.
In de veertien tuinen vindt men meer dan 450 verschillende rozen, onderhouden door kwekers zoals David Austen en André Eve. De rozen en de zeldzame planten worden gewaardeerd door botanici. Ze worden gepresenteerd in een hedendaagse sfeer dankzij de beeldhouwwerken en exposities van levende kunstenaars. Zo worden bijvoorbeeld de werken van Fabien Verschaere, Cat Loray, Jerôme Basserode, Frans Krajcberg of Philippe Ramette voorgesteld in de tuinen van Le Rivau.

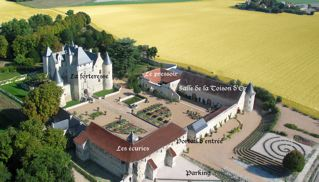
Zicht op het domein
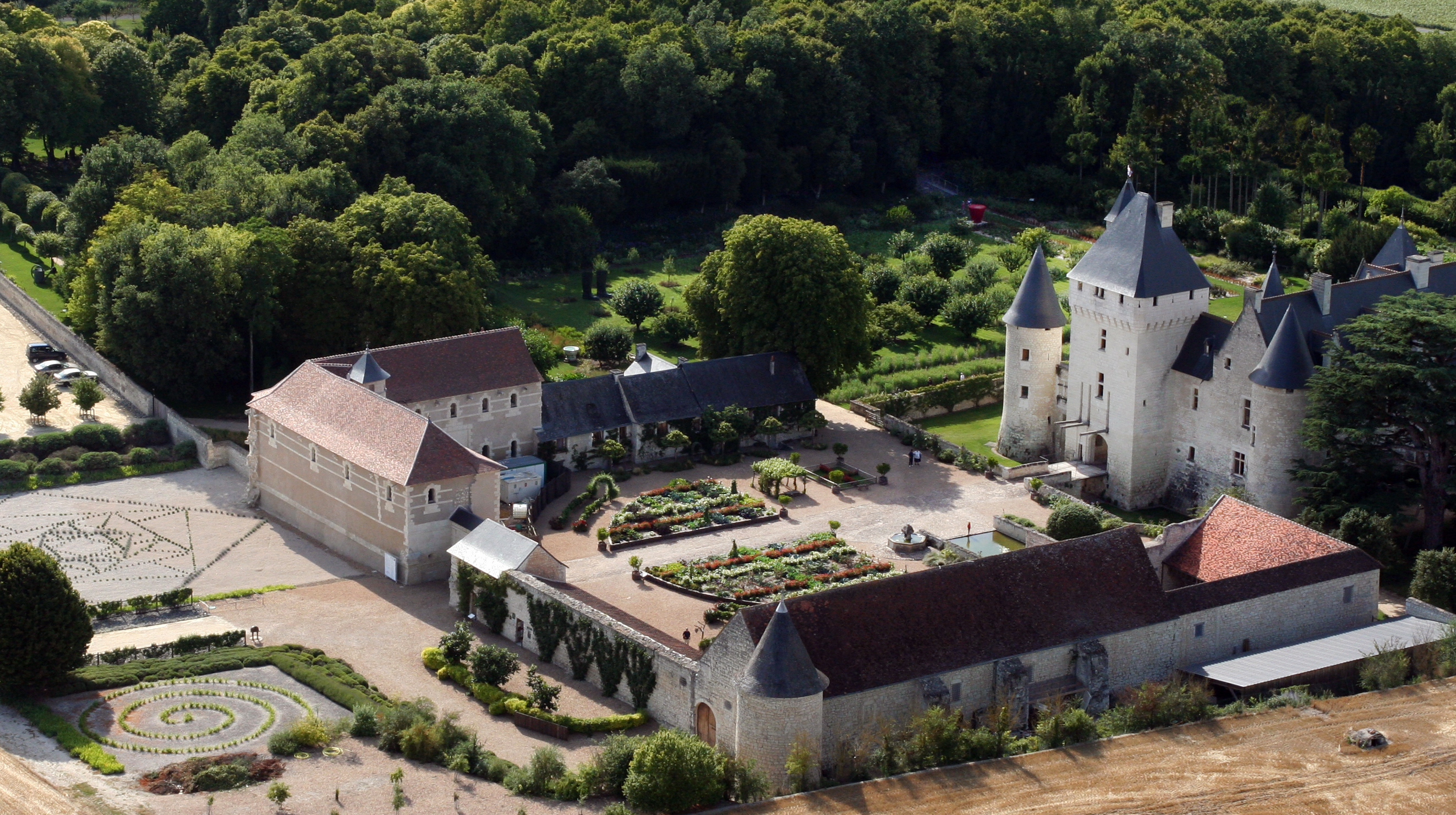
Het kasteel
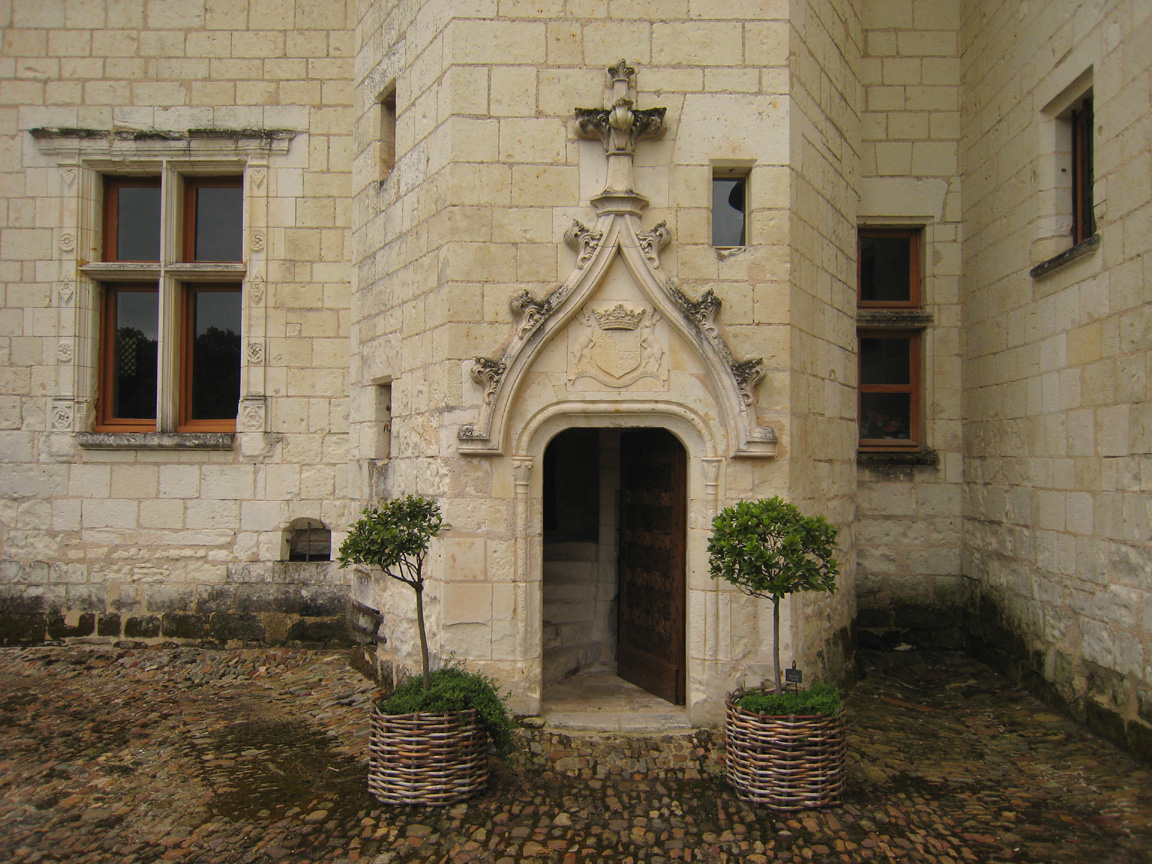
Ingang
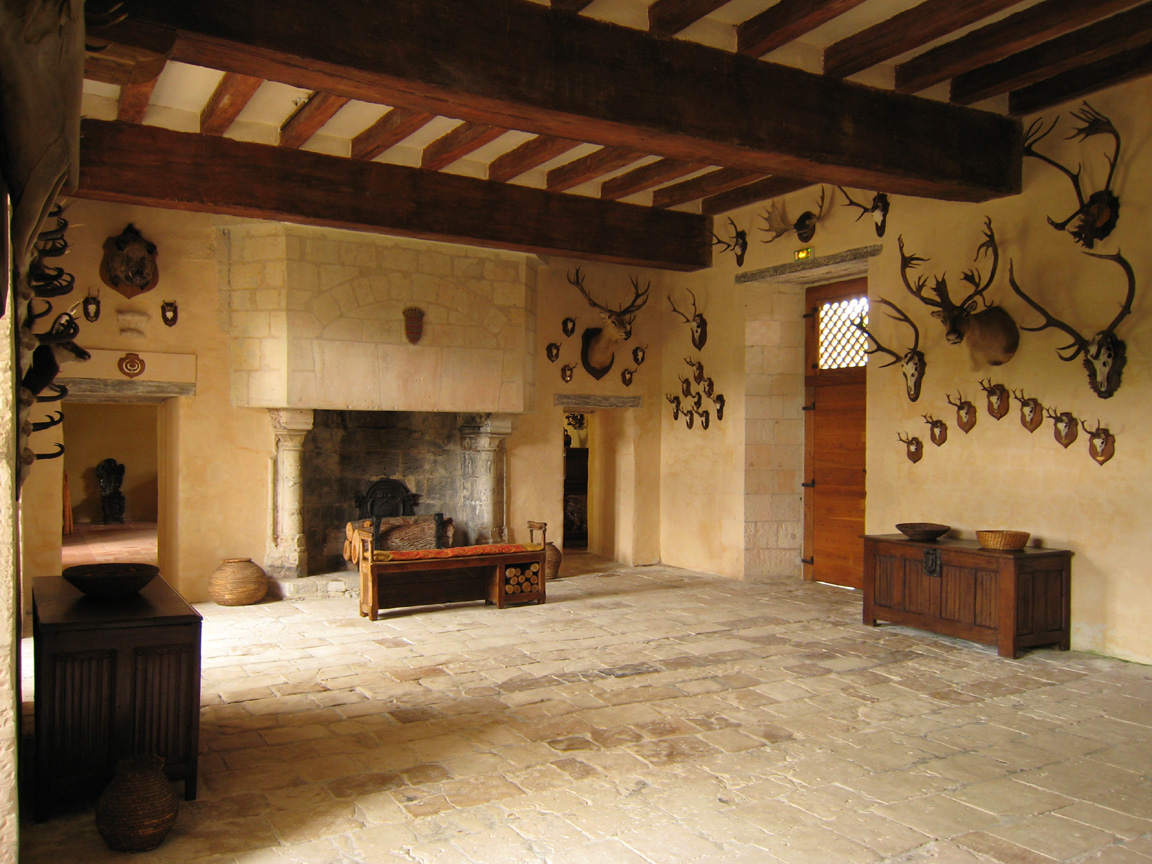
De grote hal
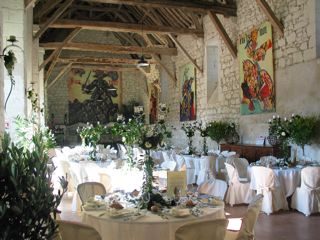
Zaal van Gulden Vlies